# ماریا ژسوس سانتولاریا
ماریا ژسوس سانتولاریا (اسپانیایی: María Jesús Santolaria) یک تکواندو کار اسپانیایی است.
وی در مسابقات قهرمانی تکواندو جهان ۱۹۹۳ در شهر نیویورک، با پیروزی در برابر اینابل دیاز در نیمه نهایی و پارک کیونگ-سوک در بازی نهایی، در دسته سبک‌وزن مدال طلا را از آن خود کرد.